# Ellipanthus beccarii
Ellipanthus beccarii är en tvåhjärtbladig växtart som beskrevs av Jean Baptiste Louis Pierre. Ellipanthus beccarii ingår i släktet Ellipanthus och familjen Connaraceae. Inga underarter finns listade i Catalogue of Life.